# Carlos Arango Vélez
Carlos Arango Vélez (Bogotá, 13 de febrero de 1897-ibidem, 12 de octubre de 1974), fue un jurista y político colombiano, miembro del Partido Liberal Colombiano.
Ocupó varios cargos públicos como Alcalde de Bogotá (1935-1936), ministro de Guerra (1931), y parlamentario, donde destacó por ser un gran orador. Intentó sin éxito ganar la presidencia de Colombia en 1942, pero fue derrotado por Alfonso López Pumarejo, y desde entonces se hizo cada vez más cercano al sector progresista del conservatismo.
Fue el suegro del expresidente colombiano Misael Pastrana Borrero, ya que una de sus hijas contrajo matrimonio con el líder conservador.

## Biografía
Carlos Arango Vélez nació en Bogotá, el 13 de febrero de 1897, en el atípico hogar acomodado de dos residentes de la costa atlántica colombiana que se radicaron en la ciudad. 
Arango realizó sus estudios básicos en el Colegio Mayor del Rosario, y luego estudió Derecho en la Universidad del Rosario, la Universidad Nacional, y realizó postgrados en Derecho Penal en Roma, y en Sociología en Florencia, Italia.
Arango comenzó su carrera política como secretario y luego encargado del consulado colombiano en Roma, de 1914 a 1918, bajo la presidencia del conservador José Vicente Concha, y luego fue Concejal de Bogotá entre 1922 y 1924.  

### Ministerio de Guerra (1931)
Fue elegido Ministro de Guerra y Marina por el presidente liberal Enrique Olaya Herrera, estando en el cargo del 28 de julio al 27 de noviembre de 1931. En su corto paso por el ministerio inició de la Guerra colombo-peruana, última guerra formalmente declarada por Colombia a otro país.
Previo a la guerra, se estaban presentando escaramuzas que llevaron al ministerio a adquirir mejor armamento, ante la amenaza de una guerra que finalmente se dio. Arango gestionó la adquisición de ametralladores y fusiles nuevos, y renovó una flotilla de guerra.

### Separación del liberalismo y regreso

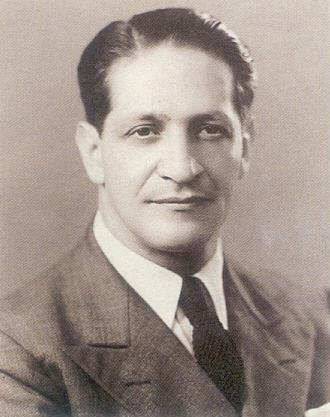
Gaitán, cabeza del Unirismo, a mediados de los años 30.

En 1933, Arango resolvió separarse del liberalismo oficialista, por algunas acciones políticas que comprometían al presidente Olaya con los conservadores, y en contestación se adhirió a un movimiento liberal radical llamado Unión Nacional de Izquierda Revolucionaria (Unir), fundado (principalmente) por el influyente abogado liberal Jorge Eliécer Gaitán.

Emblema del Unirismo, partido radical al que perteneció brevemente Arango entre 1933 y 1935.

Para impulsar al UNIR, Arango y Gaitán fundaron el periódico "El Unirismo" y buscaban la implantación de una reforma agraria, misma que el nuevo presidente, Alfonso López Pumarejo, implantó en 1936.
Sin embargo, el acoso que sufrió el movimiento por parte de liberales y conservadores por igual, su supuesta cercanía con los comunistas que los marginó políticamente, y el fracaso en las elecciones parlamentarias de 1935, llevaron a Arango y a Gaitán a disolver el movimiento y regresar a las filas oficialistas del liberalismo.

### Alcaldía de Bogotá (1935-1936)
En retribución por su regreso al liberalismo, Arango fue nombrado Alcalde de Bogotá por el presidente López Pumarejo, ocupando el cargo de octubre de 1935 a marzo de 1936 (luego Gaitán haría lo mismo entre 1936 y 1937). Durante su alcaldía, dio un discurso laureado sobre la activista socialista Rosa Luxemburgo, en el Teatro Colón de la capital colombiana.
Fue también profesor de derecho penal en la Universidad Nacional de Colombia, durante esos años. Dirigió el diario colombiano El Nacional, fue Representante a la Cámara y Senador durante varios períodos. Fue además embajador de Colombia ante la Santa Sede en 1942, por pedido del presidente saliente Eduardo Santos.

### Candidatura presidencial
Arango lanzó su candidatura presidencial para las elecciones de 1942, siendo apoyado por el sector radical del liberalismo, y contó con el beneplácito de Laureano Gómez, presidente del Partido Conservador, para su candidatura. Arango se enfrentó al liberalismo oficialista, que apoyó la reelección del expresidente Alfonso López Pumarejo.
Entre sus aliados conservadores estaba el joven abogado Misael Pastrana Borrero (quien era protegido del empresario Mariano Ospina Pérez), y del sector santista del liberalismo, dirigido por el expresidente Eduardo Santos, que eran minoría entre los liberales, además del apoyo de Jorge Eliecer Gaitán, quien aglutinaba a los comunistas y liberales ultraradicales. Pese a ese panorama aparentemente favorables, el expresidente López Pumarejo venció a Arango por una diferencia considerable (casi 8 puntos porcentuales de diferencia).

### Relación con el Partido Conservador
Pese a su derrota como liberal disidente en 1942, su lealtad al conservatismo lo convirtió ficha clave durante el gobierno de Ospina Pérez, quien fue elegido presidente de Colombia en 1946, tras el caótico segundo gobierno de López, quien se vio obligado a renunciar en 1945, dejando el poder en manos de su ministro del interior.
Resultado de la división del liberalismo (un sector apoyó la candidatura oficialista de Gabriel Turbay, otro la de Jorge Eliécer Gaitán, y otro la de Darío Echandía, misma que jamás se dio), los conservadores recuperaron el poder desde que lo perdieron en 1930. Dentro del gobierno de Ospina llegó a ostentar el cargo de Vicepresidente de Colombia en 1946.
Sus relaciones con los conservadores no pararon allí, ya que su hija mayor se casó con Misael Pastrana en 1951, a quien conoció en 1950, cuando Arango fue enviado por el presidente conservador Laureano Gómez, presidente electo en 1950, como embajador de Colombia ante la Santa Sede y el Papa Pío XII. En el cargo, y con el apoyo de su ahora yerno, renegoció los términos del concordato papal.
Fue nombrado por el presidente Gómez embajador de Colombia ante Brasil, permaneciendo en el cargo incluso durante la dictadura militar de Gustavo Rojas Pinilla, hasta su renuncia en 1955 a raíz de la clausura del periódico liberal El Tiempo (propiedad del expresidente Eduardo Santos) por parte del gobierno militar.

### Frente Nacional
Acabada la dictadura, en 1958, fue nombrado por el presidente liberal Alberto Lleras Camargo como embajador por segunda vez en el Vaticano, en esta última ocasión ante el Papa Juan XIII, permanciendo en el cargo hasta 1960. En 1969 apoyó la candidatura presidencial de su yerno Misael Pastrana, quien resultó electo en unos comicios controvertidos, el 19 de abril de 1970:)
∞

### Últimos años
Carlos Arango Vélez murió en Bogotá, el 12 de octubre de 1974, meses después de que su yerno dejó la presidencia de la república, el 7 de agosto de 1974. Tenía 77 años y se encontraba internado desde hacía varios días en la prestigiosa Clínica de Shaio. El liberalismo, el presidente Alfonso López Michelsen, y el sector ospino-pastranista del conservatismo encabezaron sus homenajes póstumos.
Sus restos fueron llevados a cámara ardiente a la capilla del tradicional colegio Gimnasio Moderno, y reposan actualmente en el Cementerio Central de Bogotá.

## Familia
Carlos era hijo de Carmelo Arango Martínez y de su esposa Cristina Vélez Racero, ambos nacidos en la Costa Atlántica colombiana.

### Matrimonio
Carlos se casó con María Vega Jaramillo, quien era miembro de varias familias prominentes de la época de la Independencia de Colombia, ya que tenía lazos de sangre con Jorge Tadeo Lozano y hasta con Antonio Nariño y Domingo Caycedo.
María "Maruja" Vega era nieta de Clementina Portocarrero Caycedo, quien a su vez era sobrina nieta de Domingo Caycedo por su madre Dolores Caycedo. Clementina también era sobrina nieta de Jorge Tadeo Lozano, por su padre José María Portocarrero y Ricaurte, quien a su vez era biznieto del marqués Jorge Miguel Lozano, padre de Jorge Tadeo.

### Descendencia
De su matrimonio con María Vega, nacieron sus tres hijasː María Cristina, María Isabel y María Elvira Arango Vega.
María Cristina Arango se casó con el político huilense Misael Pastrana Borrero, presidente de Colombia entre 1970 y 1974, y de esta unión nacieron Juan Carlos, Andrés, Jaime y Cristina Pastrana Arango. Juan Carlos Pastrana es periodista y Andrés Pastrana, un destacado político que fue presidente de Colombia entre 1998 y 2002.
María Isabel Arango se casó con Francisco Vargas Holguín, nieto del expresidente Jorge Holguín Mallarino, y de su esposa Cecilia Arboleda Mosquera (hija del expresidente Julio Arboleda y de su esposa Sofía Mosquera Hurtado, a su vez nieta de Tomás Cipriano de Mosquera). Vargas Holguín también era sobrino nieto del expresidente Carlos Holguín Mallarino.

## Homenajes
Ley 196 de 1995. Colegio Carlos Arango Vélez.

## Obras publicadas
- Lo que yo se de la guerra, 1933.[17]